# 슈퍼 플라이 (1972년 영화)
《슈퍼 플라이》(Super Fly)는 미국에서 제작된 고든 팍스 주니어 감독의 1972년 액션, 범죄, 드라마 영화이다. 론 오닐 등이 주연으로 출연하였고 시그 쇼어 등이 제작에 참여하였다.

## 출연

### 주연
- 론 오닐
- 칼 리

### 조연
- 줄리어스 해리스
- 찰스 맥그리거
- 플로이드 레빈
- 커티스 메이필드
- 시그 쇼어
- 제임스 G. 리처드슨
- 쉬러 프레이지어
- 네이트 애덤스
- K.C.
- 알렉스 스티븐스
- 마이크 리처즈
- 세실 아론조
- 밥 리처즈
- 니타 마이클스